# 卡奇拉克拉山
12°03′54″S 75°50′34″W / 12.06500°S 75.84278°W
卡奇拉克拉山（Kachi Raqra），是秘魯的山峰，位於該國中南部利馬大區，由堯約斯省的萬卡亞區負責管轄，屬於秘魯中部山脈的一部分，海拔高度4,600米。